# Un été d'orages
Pour plus de détails, voir Fiche technique et Distribution.
Un été d'orages est un film français de Charlotte Brandström, sorti en 1989. C'est son premier long métrage en tant que réalisatrice.

## Synopsis
Louis, jeune adolescent, est attiré par sa cousine Laurence, dans la grande maison familiale en Auvergne durant l'été 1944. Arrive un parachutiste anglais qui va séduire Laurence.

## Fiche technique
- Réalisation : Charlotte Brandström, assisté d'Alain Wermus et Pascal Chaumeil
- Scénario : Charlotte Brändström d'après le roman de Pierre-Jean Rémy
- Date de sortie : 21 juin 1989
- Durée : 95 minutes
- Musique : Murray Head

## Distribution
- Judith Godrèche : Laurence
- Stanislas Carré de Malberg : Louis
- Murray Head : Jack
- Marie-Christine Barrault : Anne
- Eva Darlan : Hélène
- Jean Bouise : Robert
- Luc Lavandier : François-Xavier
- Béatrice Lord : Léonie
- Emmanuelle Escourrou : Alix
- Gisèle Casadesus : Grand-mère
- Christian Cloarec : Julien